# Brigada Oz
La 89a Brigada "Oz" (hebreu: חטיבת עוז, Chatiwat Oz‎, "brigada coratge") és una brigada de les Forces de Defensa d'Israel (FDI) dedicada exclusivament a operacions especials. Es va establir el desembre de 2015 amb el nom de Brigada de Comandos amb la intenció de crear una nova formació tàctica d'operacions especials d'infanteria.
Comandada pel general (Aluf) Meni Liberty, la brigada opera com a part de la 98a Divisió.

## Ideació i desenvolupament
Segons les FDI, la Brigada de Comandos neix a iniciativa del tinent general Gadi Eizenkot i com a resultat de la implementació de les lliçons operatives apreses durant l'Operació Marge protector de l'estiu de 2014 i la Segona Guerra del Líban el 2006. Segons el comandant de la 98a divisió, la brigada no és res més que la integració dels diferents equips d'elit del Cos d'Infanteria sota un mateix comandament. La nova Brigada va estar pensada per proporcionar a les unitats d'operacions especials un centre de gravetat que abans els mancava.

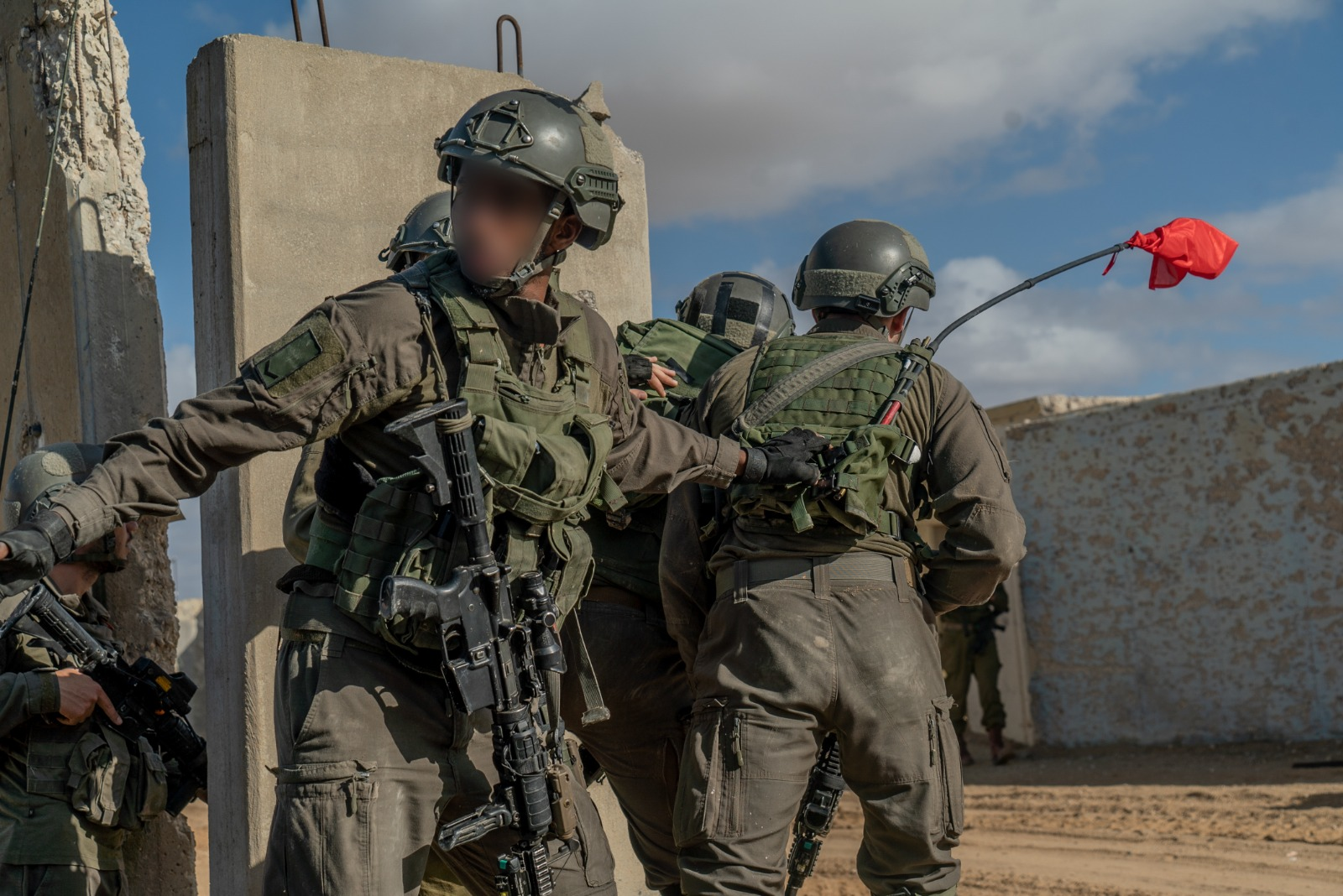
La Brigada Oz fent exercicis el 2021.

El concepte de brigada de comandos va ser desenvolupat pel cap de l'estat major de les FDI, Gadi Eizenkot, durant la formulació del pla militar de 5 anys. La brigada va néixer per a traçar més paral·lelismes entre les forces especials d'Israel i el 75è Regiment de Rangers.
Altres unitats d'operacions especials Sayeret Matkal, Xayyétet 13, Xaldag, Oketz i Yahalom van continuar operant de manera independent.

### Organització de la Brigada el 2023
La 89a Brigada consta de tres (abans quatre) unitats d'operacions especials. La brigada tenia un quart batalló, l'ara desapareguda Unitat 845, o "Rimon", unitat de guerra del desert, que va ser absorbida per la unitat Maglan el juny de 2018. A partir del 2023, la brigada consta de:
- Unitat 212 "Maglan" - unitat especial de reconeixement[8]
- Unitat 217 "Duvdevan": unitat encoberta de lluita contra el terrorisme
- Unitat 621 "Egoz" - unitat de guerra de guerrilles[9]
- Batalló de Logística
- Unitat Mèdica Aèria
- Companyia de Senyals
- Unitat de Desenvolupament Tecnològic

## Comandants
|  | General de brigada David Zini (2015-2017)      |
|  | General de brigada Avi Blot (2017-2018)        |
|  | Coronel Kobi Heller (2018-2021)                |
|  | General de brigada Meni Liberty (2021-present) |

## Insígnia
La insígnia escollida per a la brigada representa la lletra hebrea Quf (ק), la primera lletra de la paraula hebrea per a Comando (קומנדו), composta per un ganivet de comando que surt del mar i una fletxa de doble punta a sobre. Simbolitza la designació especial de la brigada i la seva mobilitat, per aire, terra o mar.